# PC-1000
Die PC-1000 ist eine von den USA ab 1960 als langbrennweitige Satellitenkamera eingesetzte Messkammer, die ursprünglich in der Luftwaffe der militärischen Photogrammetrie diente. Ein Teil der etwa 200 Exemplare wurde zu Beginn des Raumfahrtzeitalters als Astrograf bzw. auf Satellitenstationen erprobt. Für diesen neuen Anwendungsbereich wurden die Kameras Anfang der 1960er adaptiert und bis in die 1970er Jahre für Projekte der Satellitentriangulation eingesetzt.
Die Kamera ist neben der russischen KFA 1000 die bewährteste langbrennweitige Satellitenkamera und hat eine Brennweite zwischen 100 und 102 cm bei einem Öffnungsverhältnis von 1:5 (Apertur 20 cm). Als Bildträger wurden zunächst spezielle Kodak-Fotoplatten im Format 19 cm × 21,5 cm verwendet (davon 17 cm × 17 cm nutzbar), später auch im gebräuchlicheren Format 18 cm × 18 cm.
Die innere Orientierung der Kameras ist trotz ihrer langen Bauweise äußerst stabil und die Verzeichnung des Objektivs nur etwa 5 µm. Daher sind Messgenauigkeiten von etwa 1" schon auf Einzelplatten erreichbar, was die später entwickelten kompakteren Kameras um das Zweifache übertrifft. Der erste Großeinsatz war die Stellartriangulation mit dem Blitzlichtsatelliten ANNA 1B zur gegenseitigen Vermessung von Bodenstationen. Bei 500 bis 1500 km Distanz waren mit nur wenigen simultanen Aufnahmen Genauigkeiten von ±0,5" erreichbar. Später wurden die Kameras u. a. für das 1974 vollendete Weltnetz der Satellitengeodäsie eingesetzt.
Um 1965 wurde eine bahnbrechende Methodik erfolgreich getestet: einen durch eine Laser-Station beleuchteten Satelliten vor dem Sternhintergrund zu fotografieren, um dadurch gleichzeitig mit der Distanzmessung auch die genaue Richtung zu erhalten.